# Station solaire de Masca
La Station solaire de Masca est un important site archéologique situé dans le nord de l'île de Tenerife (îles Canaries, Espagne).
Il est situé dans la commune de Buenavista del Norte. On pense qu'il s'agissait d'un sanctuaire indigène conçu pour célébrer les rites de fertilité et la demande d'eau de pluie pendant les périodes de sécheresse.
Dans l'enclave, il existe un ensemble de canaux associés à des rituels implorants de pluie consistant à verser des liquides tels que du lait, de l'eau, du beurre et du sang. Il y a aussi des pétroglyphes à l'endroit, l'un est une représentation du soleil (qui a été appelé Magec par les Guanches). Il y a aussi la représentation d'un poisson qui a été associé à la fertilité masculine et comme symbole phallique.
Il y a aussi une grotte funéraire sur place. Le site semble également être associé au volcan Teide, car à partir du site où se situe la représentation solaire, il est possible d'observer le sommet du volcan, vers lequel il est orienté.